# Fassoldshof
Fassoldshof (oberfränkisch: Fasslshuaf)  ist ein Gemeindeteil des Marktes Mainleus im Landkreis Kulmbach (Oberfranken, Bayern). Fassoldshof liegt in der Gemarkung Schwarzach bei Kulmbach.

## Geografie
Das Dorf Fassoldshof liegt im Nordosten von Oberfranken, etwa einen Kilometer nördlich des Oberlaufs des Mains. Die Ortschaft ist mit dem nordwestlich benachbarten Dorf Rothwind praktisch zusammengewachsen, die Siedlungsgebiete der beiden Orte gehen beinahe nahtlos ineinander über. Die weiteren Nachbarorte sind Schwarzholz im Norden, Schmeilsdorf im Osten, Schwarzach bei Kulmbach im Südosten und Witzmannsberg im Südwesten. Das Dorf ist von dem dreieinhalb Kilometer entfernten Mainleus aus über die Bundesstraße 289 erreichbar.

## Geschichte
Der Ort wurde im Jahr 1665 als „des Kunz Vassolds hof“ erstmals urkundlich erwähnt. Der Hof lag im Fraischbezirk des bambergischen Centamt Weismain. Zum Hof kamen in der Folgezeit mehrere Tropfhäuser. Im Ort gab es auch ein Schloss, das in der zweiten Hälfte des 18. Jahrhunderts errichtet wurde. 1791 war es im Besitz der Freiherren von Künsberg-Wernstein, 1806 war es jedoch schon in Privathand. 1912 wurde es abgerissen. Einige Überreste befinden sich heute im Luitpoldmuseum in Kulmbach.
Bis zur Gebietsreform in Bayern war Fassoldshof ein Gemeindeteil der Gemeinde Mainroth im Altlandkreis Lichtenfels. Die Gemeinde Mainroth hatte 1970 insgesamt 1371 Einwohner, davon 317 in Fassoldshof. Als die Gemeinde Mainroth mit der bayerischen Gebietsreform am 1. Januar 1977 aufgelöst wurde, wurde Fassoldshof zu einem Gemeindeteil des Marktes Mainleus, während der Gemeindehauptort Mainroth in die Stadt Burgkunstadt eingemeindet wurde.